# Yuri Bregel
Yuri Enohovich Bregel (em russo:  Юрий Энохович Брегель; Moscovo, 13 de novembro de 1925 - Belmont (Massachusetts), 7 de agosto de 2016) foi um dos principais historiadores do mundo de islâmico na Ásia Central. Ele publicou extensivamente sobre história de línguas persa e turca e da historiografia e na história política, econômica e étnica na Ásia Central e no mundo muçulmano.